# Stephan Stieröchsel
Stephan Stieröchsel, latinosan Stephanus Taurinus (1485 – Nagyszeben, 1519. június 11.) gyulafehérvári kanonok, erdélyi történetíró.

## Élete
Olmützben, más források szerint Zwittauban született. Bécsben tanult, és 1509-ben magiszteri fokozatot szerzett. Olmützben, Brünnben és Liegnitzben szolgált domicellariusként. Thurzó Szaniszló olmützi püspök humanista köreihez tartozott. Még a reformáció elterjedése előtt, 1516-ban került Erdélybe. Barátságot kötött Adrianus Wolpharddal, aki ösztönözte írói tevékenységét. A Stauromachia (teljes címén Stauromachia, idest Cruciatorum Servile Bellum. Quod anno ab orbe redempto post sesquimillesimum quartodecimo et Pannoniam et Collimitaneas provincias valde miserabiliter depopulaverat. In quinque libros summatim digestum. Ejusdem Index eorum, quae in hoc opere visa sunt annotatu digniora.) című verses eposza a Dózsa György-féle parasztfelkelés leírása. Dózsa György alakja a keresztes hadjáratot meghiúsító, önző parasztvezérként jelenik meg, ugyanakkor Taurinus a nemesség embertelen cselekedeteit is elítéli.
Gyűjtötte Erdély római kori írásos emlékeit, néhányat nyomtatásban is közreadott.
A Stauromachia hatással volt Nagyszombati Mártonra Opusculum ad regni Hungariae proceres című munkájának írásakor.

## A Stauromachia kiadásai, magyarul
- Stephanus Taurinus: Stauromachia, id est Cruciator Servile Bellum, Ioannem Singrenium, Bécs, 1519 (első kiadás)
- Taurinus István: Paraszti háború. Hősköltemény Dózsa György harcáról, tetteiről, haláláról; ford. Geréb László; Budapest Irodalmi Intézet, Bp., 1946
- Taurinus István: Paraszti háború. (ford., utószó Geréb László), Magyar Helikon, Budapest, 1972
- A Janus Pannonius – Magyarországi humanisták című kötetben (ford. Muraközy Gyula, Szépirodalmi Könyvkiadó, Budapest, 1982)